# Kurma
Kurma (dévanágari:कुर्म, jelentése: "teknős"), a teknős, a hinduizmus mitikus alakja, Visnu isten második megtestesülése, avatárája. Kurma a hindu mitológia szerint az emberiség aranykorában, a Szatja-jugában jelent meg, a tejóceán kiköpülésekor a Mandara hegyet tartotta a hátán.
Általában félig ember, félig teknős alakban ábrázolják. Az ábrázolások között található négy karú is. A felső két kezében korongot és kagylókürtöt, az alsó kettőben pedig buzogányt és lótuszt tart. Kezeit egyes ábrázolásokon áldásosztó és védelmező helyzetben tartja.
Páncélja támasztotta alá a Mandara-hegyet, amikor azt a Tejóceán kiköpülésekor köpülőrúdnak használták.
Kurma nagy tiszteletnek örvend Indiában, temploma az Ándhra Prades állambeli Srikurman (Kúrma-ksetra) városában van, Puritól kétszáz kilométerre délnyugatra, a Bengáli-öböl partján. A múrti két kőből áll, melyek kb. 65–70 cm hosszúak, s a földbe mélyednek. Ezek képviselik a fejet és a testet. A teknősinkarnációt elsősorban a vaisnavák tisztelik.

## A Tejóceán kiköpülése

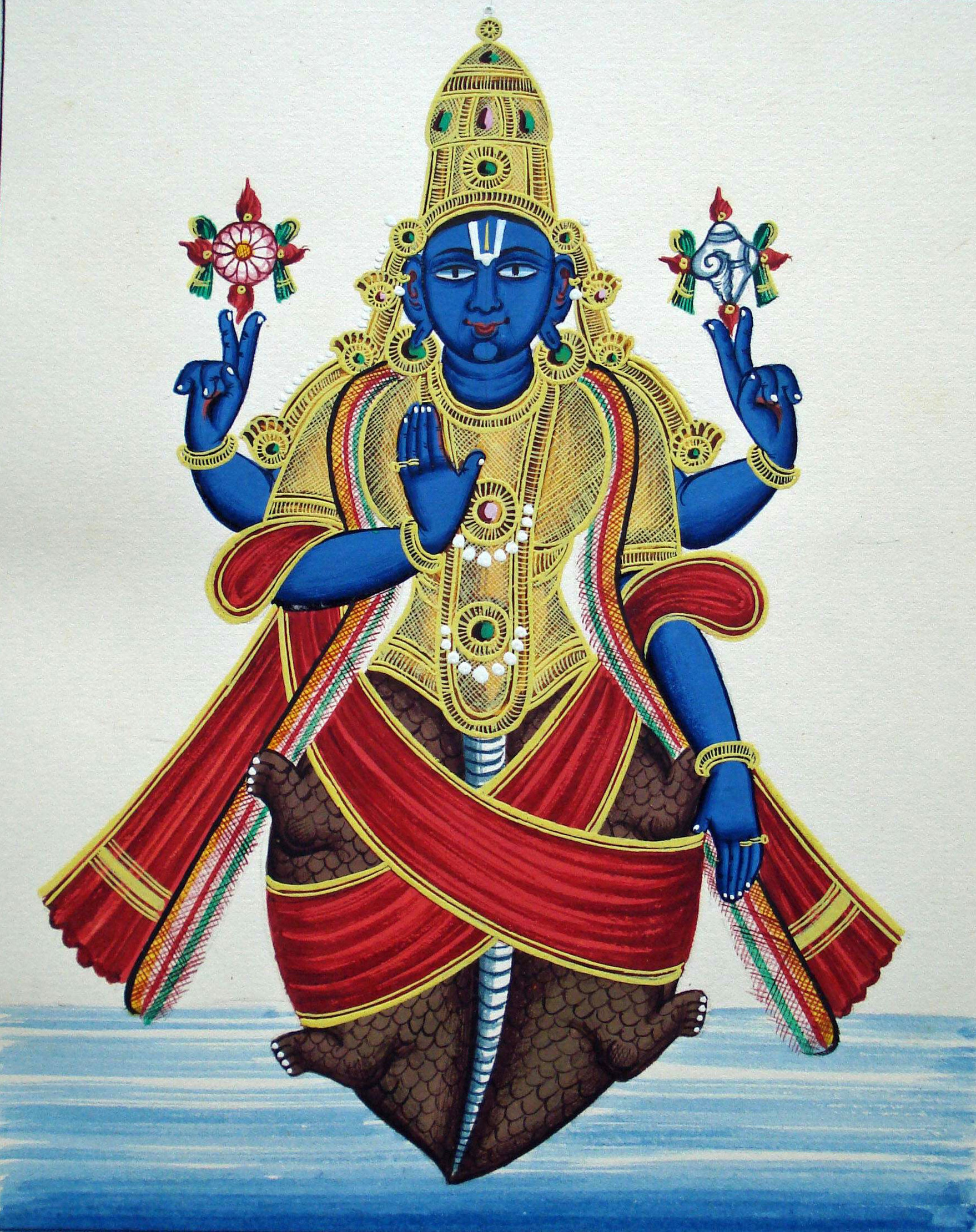
Kurma

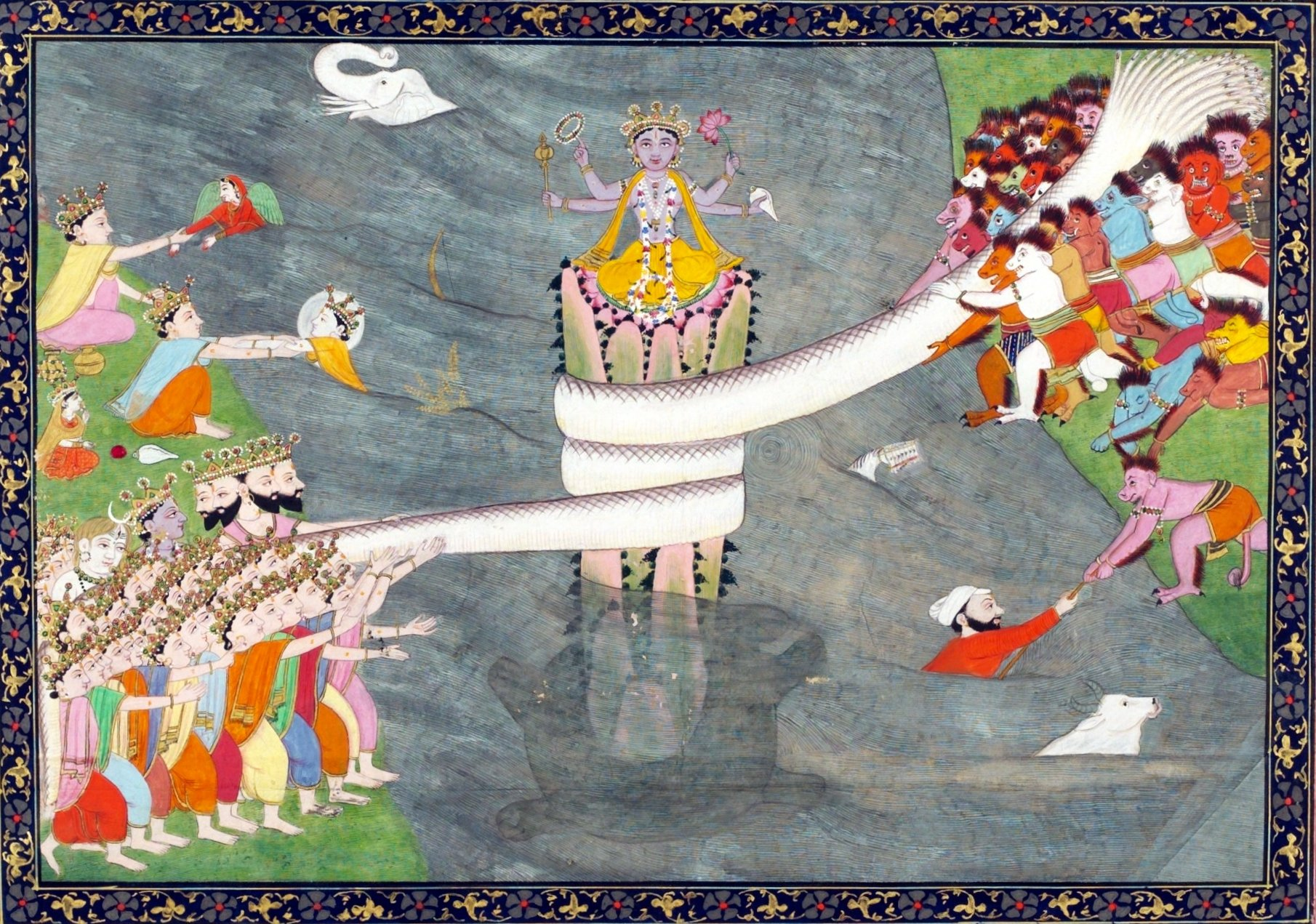
Kurma a Tejóceán kiköpülésekor

A dévák, a hindu istenek ekkor még nem voltak halhatatlanok, ezért meg akarták szerezni a halhatatlanság italát. Ez azonban nehéz feladat volt, mivel azt egy előző özönvíz, sok értékes dologgal együtt eltemette a Tejóceán mélyére. A dévák azt találták ki, hogy kiköpülik a Tejóceánból az elveszett értékeket. Ehhez egy hegyet, a szent Mandara hegyet fordítottak csúcsával lefelé az óceánba, és Vászuki kigyót használták köpülőrúdnak. Mivel így is kevesen voltak, ezért ellenségeik, az aszurák segítségét kérték. Mivel azok se voltak halhatatlanok, megegyeztek, hogy együtt köpülik ki az amritát, a halhatatlanság italát. Megkezdődött a munka. Az Aszurák fogták Vászuki, a kígyó fej felőli oldalát, a dévák a farkát. A hegy csúcsa azonban belefúródott az óceán puha aljába, nem tudták forgatni.
A problémát Visnu úgy oldotta meg, hogy teknősbéka, kurma formát öltött, lemerült az óceán mélyére, és megtartotta a hegyet, amit így már lehetett forgatni.
Az óceán sorban adta ki kincseit. Először egy drágakő került elő, ez Visnué lett. Majd megjelent a vizek istennője, őt követték a habok leányai az apszaraszok és egy pompás paripa. Következett egy csodatévő tehén, ezt az Ősbölcseknek, a hét risinek adták a dévák. Megjelent a Csodafa, majd a Hold. Előbukkant Laksmi istennő is, Visnu felesége, saktija. Végül előbukkant Dhanvantari, az istenek orvosa, kezében a halhatatlanság italával.
Vászuki, a kígyó a sok forgatástól kezdte kiadni a mérgét, és lefröcskölte az aszurákat. Ezalatt a dévák megkaparintották a halhatatlanság italát.
A kiömlő méreg közben majdnem elpusztította a világot, erre Siva gyorsan elnyelte a mérget. Ez megkékítette a torkát, de egyéb gondot nem okozott.
Így került elő sok érték a tenger mélyéről. amely még fényesebbé tette a világot.

## A mítosz kialakulása
A teknősbéka mítosza, mint a világot tartó erő, aki földet tartja páncélján ma is megtalálható a természeti vallásokban. Az indoárják és az őslakos népek vallásainak összeolvadásával kialakul az avatára típusú megközelítés, így válik Kurma, a teknős Visnu második avatárájává.

## Kurma-purána
A Kurma-purána (szanszkrit: कूर्म पुराण) egyike a hindu vallásos szövegeket tartalmazó tizennyolc nagy puránának (Mahápurána). A Padma-purána úgy kategorizálja a Kurma-puránát, mint a tamasz puránáját (purána a sötétségről és tudatlanságról).

## Vallási ünnep
Az örök életet adó nektár, az amrita néhány cseppje a földre hullott. Ezeken a helyeken, ennek emlékére tartják a Kumbh Méla (Dévanágari írás: कुम्भ मेला) ünnepet. Ezek a helyszínek: Alláhábád, Haridvár, Uddzsaín és Nászik.